# Skjerstad

Skjerstad foi uma comuna do condado de Nordland, Noruega, até 1 de janeiro de 2005, quando foi incorporada a comuna de Bodø. Skjerstad possuía 1.080 habitantes em 1 de janeiro de 2002 e uma área de 465 km². Sua capital era a cidade de Skjerstad.